# Олесницькі
Олесницькі (пол. Oleśniccy) — шляхетні роди гербу Дембно.

## Походження

### Польський рід
Давній польський заможний шляхетний рід, що сягає XV ст. Першим відомим представником був Збіґнєв з Олесниці (XIV ст.). Його сини зробили кар'єру при дворі короля Владислава II Ягайла: Ян (близько 1360-1413 рр.) — управитель Литви; Завіша з Рушкова та Олесниці (1433 р.) — підсудок сандомирської землі; і Добєслав (1369-1440 рр.) — воєвода сандомирський. Найвидатнішим представником роду був син Яна — Збіґнєв (1389-1455). Він був краківським єпископом, та першим польським кардиналом. Його брат Ян (близько 1400-1460 рр.) став маршалком Королівства Польського, і сандомирським воєводою. Його син Збіґнєв (близько 1430-1493 рр.) — підканцлер коронний і архієпископ гнєзненський. 
Рід вважається вимерлим з кінця XVII ст.

### Руський рід
Достеменно про походження руського шляхетного, а пізніше священницького роду Олесницьких гербу Дембно невідомо. Сам Євген Олесницький уважав що їхній рід одного кореня з польським. Першим відомим представником роду був Ілля Олесницький — православний священник з Волині. У 1801-му році він з родиною переселився до Пеняків біля Бродів та Підкаменя, де став греко-католицьким священником в церкві Покрови Пресвятої Богородиці. Його син Ілля був службовцем у домініях Мйончинських і Кросновських (за іншими даними греко-католицький священик). Батько Євгена Олесницького Григорій, син Іллі Олесницького-молодшого, вступив до Духовної семінарії у Львові, де під впливом своїх товаришів М. Шашкевича й М. Устияновича перейнявся ідеями українського національного відродження, а потім став парохом.
Рід Олесницьких був посвоячений з усіма священицькими родами на Поділлі. Це теж сприяло тому, що в його домі панувала українська патріотична атмосфера:
|                                                        | Дух у нашій хаті був руський. У давніших часах говорили родичі між собою, як взагалі в попівських родинах, по польськи, та опісля, в часах, які я затямив, говорили по українськи. Одначе з нами, дітьми, говорили всі лиш по українськи... |
| — Євген Олесницький у спогадах «Сторінки з мого життя» | |

Документи про підтвердження шляхетства почав збирати ще прадід Ілля Олесницький, однак не завершив цього. Його син і батько Є. Олесницького — Григорій — розірвав зі шляхетськими традиціями роду. За свідченням Є. Олесницького, він, опинившись серед руського духовенства:
|                                                        | …здається соромився свого шляхотського польського походження. Про це ніколи не було мови в хаті, а коли часом згадувалося, то хіба з насмішкою. […] Мої сестри, значно старші від мене, згадували нераз в пізніших роках, що наші шляхотські документи наша покійна мама зужила в кухні під пляцки… |
| — Євген Олесницький у спогадах «Сторінки з мого життя» | |

## Родова схема

### Руський рід
- о. Ілля Олесницький (*? — †?) — православний, а пізніше греко-католицький священник у Пеняках
  - Ілля Олесницький (*прибл. 1790 — †?) ∞ Олександра Юшкевич (*? — †?)
    - о. Григорій Олесницький (*1816 — †1905) — парох у с. Великий Говилів ∞ Софія Познанська (*1821 — †1881)
      - Юлія Олесницька (*? — †?) ∞ о. Іван Барвінський герб Ястшембець (*? — †?)
      - Олена Олесницька (*? — †?) ∞ о. А. Туркевич (*? — †?)
      - NN (*? — †?)
      - NN (*? — †?)
      - NN (*? — †?)
      - о. Іван Олесницький (*1850 — †1926) — парох у с. Переволока
        - Ярослав Олесницький (*1875 — †1933)
          - Роман Олесницький (*1906 — †1990) — адвокат у Нью-Йорку
            - Анна Олесницька (*1939)
            - Марк Олесницький (*1945)
              - Джессіка Олесницька (*?)
              - Лора-Марі Олесницька (*?)

          - Євген Олесницький (*1911 — †1980) — суддя в Ґданську ∞ Ґабріеля NN (*?)
            - NN Олесницька (*?)
            - NN Олесницька (*?)

        - Григорій Олесницький (*1890 — †1952) — адвокат у Підкамені і Золочеві, помер у США
        - NN Олесницька
        - NN Олесницька

      - д-р Євген Олесницький (*1860 — †1917) ∞ Ванда[6][7] Врублевська (*1864 — †?)
        - Софія Олесницька (*1888 — †1902) — діячка українською жіночого руху та Союзу Українок[8]
        - Марта Олесницька (*? — †?)[9] ∞ д-р Михайло Рудницький (*1889 — †1975)

    - Матей Олесницький (*1822 — †?) — салінарний урядовець
      - о. Алоїзій Олесницький (*1863 — †1922)
        - Святослав Олесницький (*1906 — †1981)
          - Ярополк Олесницький (*1939)
          - Любов Олесницька (*1946) ∞ NN Рабель (*? — †?)

        - Микола Олесницький (*? — †?)
        - Олександр Олесницький (*? — †?)
        - Володимир Олесницький (*? — †?)
        - Емілія Олесницька (*? — †?)
        - Любов Олесницька (*? — †?)
        - Стефанія Олесницька (*? — †?)

      - Ізидор Олесницький (*між 1870-1880 — †?)
        - Роман Олесницький (*1913 — †1989)
          - Андрій Олесницький (*1944)
          - Юрій Олесницький (*1946)
          - Роман Олесницький (*1947)
          - Яромир Олесницький (*1950)
          - Анатолій Олесницький (*1954)

        - Яромир Олесницький (*1914 — †1945) — лікар в дивізії, а потім в УПА
          - Ксенія Олесницька (*? — †?) ∞ NN Кузьмич (*? — †?)

      - NN Олесницька (*? — †?)
      - NN Олесницька (*? — †?)

    - Ілля Олесницький (*1836 — †1911) — адміністратор залізниці у Станиславові ∞ Марія Дзіенконська (*? — †?)
      - Юлій Олесницький (*1878 — †1941) — адвокат у Станиславові ∞ Олександра Кульчицька гербу Сас (*? — †?)
        - Іванна (Ася) Олесницька (*1914 — †2009) ∞ Орест Лисинецький (*? — †?)

      - Теодор Олесницький (*1884 — †1960) — голова банкового акціонового підприємства “Земельний Банк Гіпотечний” в Станиславові (1922); співвласником фабрики солодощів “Льокарно” ∞ Софія Гуглевич (*1893 — †1982)
        - Д-р. Богдан Олесницький (*1914 — †1974) — лікар ∞ Софія Вергановська (*1918 — †1999)
          - Д-р. Марк Олесницький (*1942) — лікар
          - Марія Олесницька (*1947)

        - Остап Олесницький (*1917 — †1994) — магістр права; бібліотекар
        - Юрій Олесницький (*1922) — ветеран Армії Андерса, і Французького Легіону в Палестині ∞ Люцина Шибяк (*1935)
          - Олександр Олесницький (*1963) — музикант
          - Анетта Олесницька (*?) ∞ Фрейк Пуорро (*?)

        - Ігор Олесницький (*1927 — †2000) —

      - NN Олесницька (*? — †?)
      - NN Олесницька (*? — †?)